# Deutschlands, Österreich-Ungarns und der Schweiz Gelehrte, Künstler und Schriftsteller in Wort und Bild
Deutschlands, Österreich-Ungarns und der Schweiz Gelehrte, Künstler und Schriftsteller in Wort und Bild ist ein biographisches Lexikon von 1908 bis 1911.

## Inhalt
Herausgeber war Gustav Adolf Müller (der Publizist?). Die erste Auflage erschien 1908 im Verlag von Bruno Volger in Leipzig, die zweite Auflage 1910 bei A. Steinhage in Hannover, die dritte 1911 dort ebenfalls.
Das Lexikon enthält etwa 1000 Biographien aus Kunst und Kultur. Angegeben sind kurze biographische Informationen, ein umfangreiches Werkverzeichnis und ein Photo. Die inhaltlichen Angaben stammen wahrscheinlich von den dargestellten selbst.
Aufgenommen sind mehrheitlich national-konservativ orientierte Personen.

## Persönlichkeiten (Auswahl)
Dargestellt sind unter anderen Elly Allesch, Hans Andresen, Ada Battke, Theodor Bausch, Alfred von Bary, Minni Boh, Marie Brugg, Christian Friedrich Adolf Burghard von Cramm, Elsbeth Ebertin, Joseph Echteler, Gustav Gräser, Irma von Höfer, Hugo von Hofmannsthal, August Holder, Engelbert Mager, Karl May, Karl Adolf Mirus, Arnošt Muka, Hermann Oesterwitz, Georg von Ompteda, Franz Peleschka, Carl Friedrich Peters, Karl Friedrich Pfau, Hermann Emil Pohle, Carl Retzlaff, Wilhelm Schöpff, Albert Sleumer, Richard Winckel, Friedrich Ernst Wolfrom.